# Falconara Marittima (stacja kolejowa)
Falconara Marittima (wł. Stazione di Falconara Marittima) – stacja kolejowa w Falconara Marittima, w prowincji Ankona, w regionie Marche, we Włoszech. Znajduje się na linii Bolonia – Ankona i Rzym – Ankona. 
Według klasyfikacji Rete Ferroviaria Italiana ma kategorię brązową.

## Historia
Stacja została otwarta w 1861 roku, kiedy linia kolejowa Bolonia-Ankona została otwarta na odcinku Rimini-Ankona.
W 1866 po ukończeniu połączenia Rzym-Ankona, stacja stała się ważnym węzłem kolejowym.
Ze względu na wzrost znaczenia, skromny oryginalny budynek dworcowy został zastąpiony w latach 1928–1930 nowym, imponującym budynkiem, zbudowanym w klasycystycznym stylu według projektu inżyniera Ezio Tagliaferri.

## Linie kolejowe
- Linia Bolonia – Ankona
- Linia Rzym – Ankona